# راز كوهن
راز كوهن (بالعبرية: רז כהן‏) هو لاعب كرة قدم إسرائيلي في مركز الوسط، ولد في 11 نوفمبر 1994 في كفار سابا في إسرائيل. شارك مع منتخب إسرائيل تحت 21 سنة لكرة القدم. أما مع النوادي، فقد لعب مع هابوعيل تل أبيب.

## وصلات خارجية
- راز كوهن على موقع قاعدة بيانات كرة القدم.إي يو (الإنجليزية)
- راز كوهن على موقع Soccerway.com (الإنجليزية)